# Psilocephala argentata
Psilocephala argentata är en tvåvingeart som först beskrevs av Luigi Bellardi 1861.  Psilocephala argentata ingår i släktet Psilocephala och familjen stilettflugor. Inga underarter finns listade i Catalogue of Life.